# Pardes Hanna-Karkur
Pardes Hanna-Karkur (Hebreo: פרדס חנה-כרכור) es un Concejo local en el Distrito de Haifa en Israel. Según la Oficina Central de Estadísticas de Israel (CBS), a finales de 2004 la ciudad tenía una población de 23,000 habitantes y su área es de 23 km².
Karkur fue fundado en 1913 cuando las tierras fueron compradas por el Estado de Londres, una compañía judía. El área fue poblada permanentemente en 1926. En 1927, la población de Karkur era de 300 habitantes. 
Pardes Hanna fue fundada en 1929 por la PJCA y renombrada posteriormente Hannah Mayer Rothschild, hija de Nathan Mayer Rothschild. En los años 50, las aldeas Tel Shalom y Neve Efraim fueron unificadas con Pardes Hanna. 
Las ciudades fueron unificadas en 1969. 
Pardes Hanna-Karkur tiene la población más grande de cualquier Concejo Local en Israel.